# Indische Fußballnationalmannschaft (U-20-Männer)
Die indische Fußballnationalmannschaft der U-20-Männer ist die Auswahl indischer Fußballspieler der Altersklasse U-20, die die All India Football Federation auf internationaler Ebene, beispielsweise in Freundschaftsspielen gegen die Junioren-Auswahlmannschaften anderer nationaler Verbände, aber auch bei der U-19-Asienmeisterschaft des Kontinentalverbandes AFC oder der U-20-Weltmeisterschaft der FIFA repräsentiert. Größter Erfolg der Mannschaft war der Gewinn der Asienmeisterschaft 1974, im Jahr 1970 hatte die Mannschaft bei der Asienmeisterschaft bereits das Finale erreicht.

## Teilnahme an Junioren- und U-20-Weltmeisterschaften
| Junioren-Weltmeisterschaft - 1977: nicht qualifiziert - 1979: nicht qualifiziert - 1981: nicht qualifiziert - 1983: nicht qualifiziert - 1985: nicht qualifiziert - 1987: nicht qualifiziert - 1989: nicht qualifiziert - 1991: nicht qualifiziert - 1993: nicht qualifiziert - 1995: nicht qualifiziert - 1997: nicht qualifiziert - 1999: nicht qualifiziert - 2001: nicht qualifiziert | - 2003: nicht qualifiziert - 2005: nicht qualifiziert U-20-Weltmeisterschaft - 2007: nicht qualifiziert - 2009: nicht qualifiziert - 2011: nicht qualifiziert - 2013: nicht qualifiziert - 2015: nicht qualifiziert - 2017: nicht qualifiziert - 2019: nicht qualifiziert - 2021: nicht stattgefunden - 2023: nicht qualifiziert |

## Teilnahme an U-19-Asienmeisterschaften
| - 1959: nicht qualifiziert - 1960: nicht qualifiziert - 1961: nicht qualifiziert - 1962: nicht qualifiziert - 1963: Vorrunde - 1964 (Teilnehmer unbekannt) - 1965: Vorrunde - 1966: Viertelfinale - 1967: Viertelfinale - 1968: Erste Runde - 1969: nicht qualifiziert - 1970: Vize-Asienmeister - 1971: Viertelfinale - 1972: Vorrunde | - 1973 (Teilnehmer unbekannt) - 1974: Asienmeister - 1975: Vorrunde - 1976: Vorrunde - 1977: Viertelfinale - 1978: Vorrunde - 1980: nicht qualifiziert - 1982: nicht qualifiziert - 1985: nicht qualifiziert - 1986: Vorrunde - 1988: nicht qualifiziert - 1990: Vorrunde - 1992: Vorrunde - 1994: nicht qualifiziert | - 1996: Vorrunde - 1998: Vorrunde - 2000: nicht qualifiziert - 2002: Viertelfinale - 2004: Vorrunde - 2006: Vorrunde - 2008: nicht qualifiziert - 2010: nicht qualifiziert - 2012: nicht qualifiziert - 2014: nicht qualifiziert - 2016: nicht qualifiziert - 2018: nicht qualifiziert - 2021: nicht qualifiziert - 2023: nicht qualifiziert |

## Ehemalige Spieler
- Anirudh Thapa (2015, A-Nationalspieler)
- Ashique Kuruniyan (2017–2018, A-Nationalspieler)
- Bikash Yumnam (2019–2022, A-Nationalspieler)
- Gouramangi Moirangthem Singh (2004, A-Nationalspieler)
- Gurpreet Singh Sandhu (2010, A-Nationalspieler)
- Jeje Lalpekhlua (2008–2009, A-Nationalspieler)
- Lalrindika Ralte (2009, A-Nationalspieler)
- Manvir Singh (2013–2014, A-Nationalspieler)
- Narayan Das (2011, A-Nationalspieler)
- N. S. Manju (2004, A-Nationalspieler)
- N. P. Pradeep (2004, A-Nationalspieler)
- Pritam Kotal (2011–2012, A-Nationalspieler)
- Rahul K. P. (2017–2019, A-Nationalspieler)
- Sunil Chhetri (2004, A-Nationalspieler)
- Udanta Singh Kumam (2013–2016, A-Nationalspieler)